# Floris I da Holanda
Floris I da Holanda (Vlaardingen c. 1017 - Foi assassinado em Guéldria, Holanda em 28 de junho de 1061) foi conde da Holanda, que na altura de se denominava Frísia (1049-1061). 
Sucedeu seu irmão Teodorico IV da Holanda, Conde da Holanda, que foi assassinado em 1049 devido a estar envolvido numa guerra de vassalos da Lotaríngia contra a autoridade imperial. Durante um retiro em Zaltbommel foi emboscado e morto em Nederhemert (chamado Hamerth na época), em 28 de junho de 1061.

## Relações familiares
Foi filho de Teodorico III da Holanda (993 - 27 de maio de 1039), Conde da Holanda e Otelindis da Marca do Norte, filha de Bernardo I de Haldensleben, marquês da Marca do Norte.
Casou-se em 1050 a princesa Gertrudes da Saxónia, filha de Bernardo II da Saxónia (995 - 29 de junho de 1059), duque da Saxónia e de Eilika de Schweinfurt, e quem teve:
1. Teodorico V da Holanda (c. 1052, Vlaardingen - 17 de junho de 1091), Conde da Holanda;
2. Berta da Holanda (c. 1055- Montreuil-sur-Mer, 1094), rainha de França pelo seu casamento com Filipe I de França[1] em 1072;
3. Floris (c. 1055), um cânone em Liége.

Gertrude da Saxónia, sua esposa, depois da morte do marido, voltou a casar, casou pela 2ª vez, em 1063 com Roberto I da Flandres (1035 — 12 de Outubro de 1093) "o Frísio" conde da Flandres. Que foi além de marido também tutor para os filhos de seu casamento anterior, e como regente de seu enteado, até 1071.

## Bibliografa
- Ancestral Roots of Certain American Colonists Who Came to America Before 1700 by Frederick Lewis Weis, Lines: 100A-22, 100A-23, 101-23.